# Commedia romantica
La commedia romantica – da non confondere con il genere sentimentale, con il quale in alcuni casi può avere comunque varie affinità – è una tipologia di commedia in cui a una trama di argomento amoroso si mescolano elementi propri del genere umoristico e brillante, quali equivoci, allontanamenti e riappacificazioni, camuffamenti o scambi di persona.
Tale schema narrativo, in origine applicato alla drammaturgia e presente nelle commedie teatrali di tutti i tempi, è spesso alla base di sceneggiature cinematografiche, incentrate su storie d'amore. La trama di base di una commedia romantica coinvolge due persone, che si incontrano ma che credono di non piacersi, perché uno di loro ha già un partner, o per pressioni sociali. Tuttavia, gli sceneggiatori lasciano evidenti indizi che suggeriscono che i personaggi sono, in effetti, attratti gli uni dagli altri, o che la loro potrebbe essere una buona unione. 
Mentre i due sono separati, uno o entrambi gli individui si rendono poi conto che essi sono "perfetti" l'uno per l'altro, o che sono innamorati l'uno dell'altro. In seguito, poiché uno dei due compie alcuni spettacolari sforzi per trovare l'altro e dichiarare il proprio amore, oppure a causa di un sorprendente casuale incontro, i due si incontrano di nuovo. Poi, magari con qualche attrito o con imbarazzo, dichiarano il proprio amore per l'altro e il film finisce felicemente. Ci sono molte varianti di questa trama di base. A volte, invece di far finire i due personaggi l'uno tra le braccia dell'altro, si forma un altro amore corrisposto tra uno dei personaggi principali e di un personaggio secondario (come in Il matrimonio del mio migliore amico). In alternativa, il film può essere una riflessione sull'impossibilità di amare, come nel film di Woody Allen Io e Annie. Il formato di base di una commedia romantica film può essere trovato in fonti molto precedenti, come nelle commedie Molto rumore per nulla.